# Abdellah Hida
Abdellah Hida (5 oktober 1991) is een Marokkaans wielrenner die in 2016 reed voor Al Marakeb Pro Cycling Team.

## Carrière
In 2016 werd Hida, achter Thomas Vaubourzeix en Said Bdadou, derde in de Trophée Princier, de eerste wedstrijd van de Challenges du Prince.
In 2018 stond Hida aan de start van de eerste Ronde van de Zibans. In de eerste etappe werd hij tweede, achter Aitor Escobar. Twee dagen later nam hij de leiderstrui over van de Spanjaard. In de laatste etappe verdedigde Hida zijn leidende positie met succes, waardoor hij de eerste eindwinnaar van de Algerijnse etappekoers werd.

## Overwinningen
2018
Eindklassement Ronde van de Zibans

## Ploegen
- 2016 –  Al Marakeb Pro Cycling Team (vanaf 15-3)

Aadel · Abdelmoneim · Adil · Al Ali · Alhousani · Alkhaji · El Ghouate · Gaiz · García · Hida · Karmouchi · Saidi · Santamaría